# Podul Bosfor
Podul Bosfor, de asemenea denumit neoficial Primul Pod peste Bosfor (turcă Boğaziçi Köprüsü or 1. Boğaziçi Köprüsü) cunoscut oficial ca Podul Martirilor din 15 iulie este unul dintre cele două poduri din Istanbul, Turcia, se întinde peste strâmtoarea Bosfor (turcă: Boğaziçi) și, astfel, conectează Europa și Asia (celălalt este Podul Fatih Sultan Mehmet, care este numit Al doilea Pod peste Bosfor). Podul este situat între Ortaköy (pe partea europeană) și Beylerbeyi (pe partea asiatică). Acesta este un pod suspendat ancorat cu stâlpi de oțel și suporturi înclinate. Puntea aerodinamică este suspendată în zigzag cu cabluri de oțel. Acesta are 1.510m lungime, cu o lățime a punții de 39 m. Distanța dintre turnuri (de control principal) este de 1074 m (3524 ft) și înălțimea lor de peste nivel cu căi rutiere este de 105 m (344 ft). Distanța dintre turnuri (întinderea principală) este de 1074 m și înălțimea lor de peste nivelul drumului este de 105 m. Distanța de la nivelul mării la pod este de 64 m. Podul Bosfor, a fost al patrulea cel mai lung suspendat pod din lume și cea mai lungă din afara Statelor Unite când a fost terminat în 1973. În acest moment este al 17-lea cel mai lung pod suspendat din lume.